# Kinorhyncha
Il phylum Kinorhyncha (dal greco antico: κινέω kineo = muovere e ῥύγχος rynchos = muso, proboscide) è costituito da circa 150 specie di animali vermiformi marini. I Chinorinchi vivono nei sedimenti fangosi dei mari costieri e si nutrono di sostanza organica e piccole alghe che raggiungono scavando gallerie con il corpo, la cui lunghezza non supera il millimetro.

## Anatomia e fisiologia
I Chinorinchi sono organismi pseudocelomati ma, a differenza degli altri 'Aschelminti', presentano una segmentazione del corpo, detta pseudometameria per distinguerla dalla metameria vera e propria che è tipica degli organismi eucelomati.

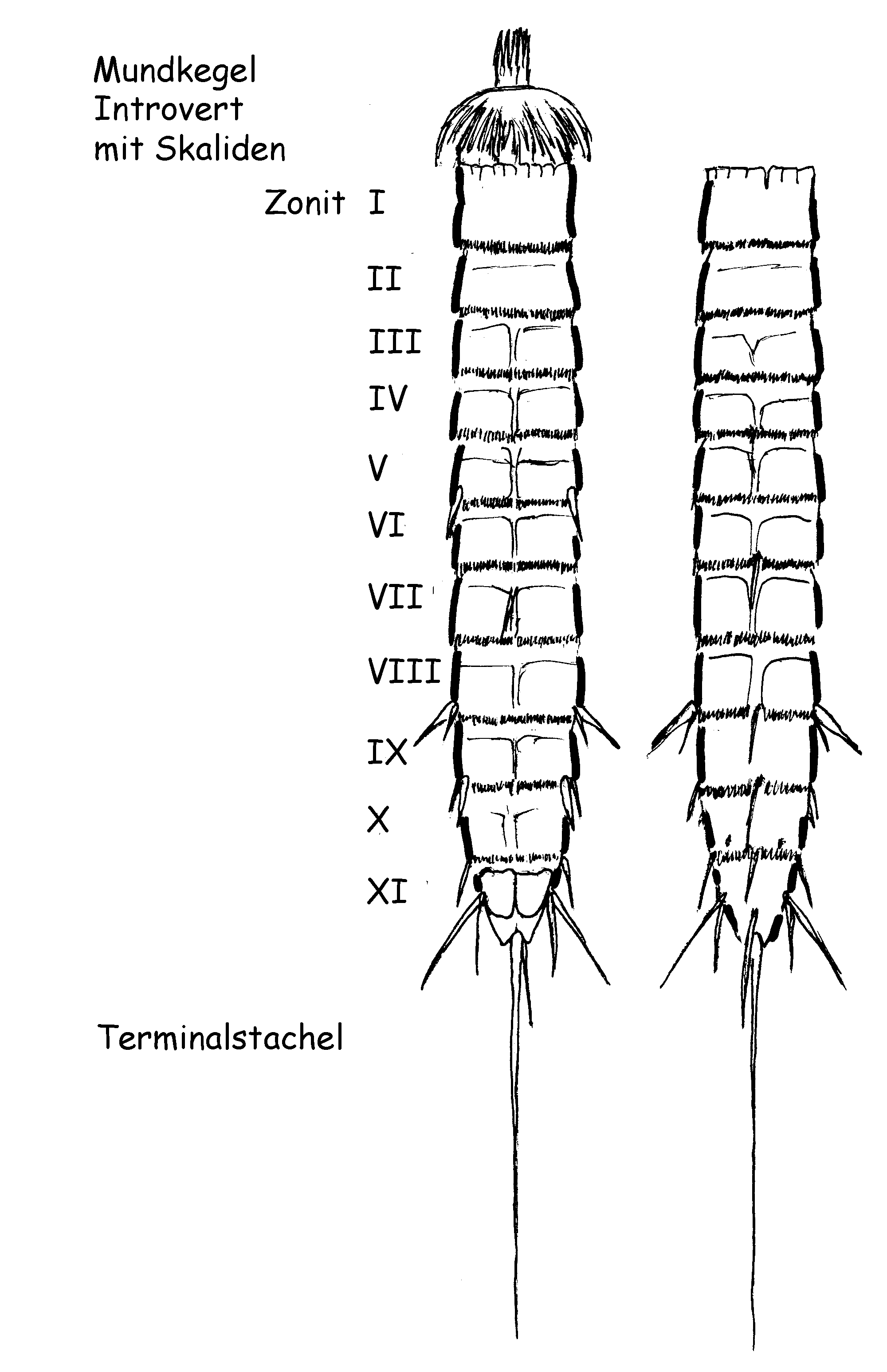
Due immagini di Zelinkaderes floridensis : col capo estroflesso (a sinistra) ed introflesso (a destra).

La parete esterna del corpo è suddivisa in 11 segmenti, o zoniti, ciascuno formato da una placca dorsale e una ventrale, articolate fra loro. Ogni placca dorsale è munita di una coppia di spine laterali molto sviluppate che, durante la fase di scavo, vengono piantate nel fango per permettere al corpo di spingersi in avanti.
Dalla regione anteriore del corpo si estende il capo che può venire retratto e dotato anch'esso di spine, alcune delle quali circondano la bocca che è posta sulla sommità.
I Chinorinchi sono proctodeati. Il canale alimentare è rettilineo e una faringe muscolosa permette la triturazione del cibo che in seguito viene spinto nell'intestino per essere digerito. Gli scarti vengono espulsi attraverso l'ano, sito nella regione posteriore.
Il sistema nervoso è simile a quello degli Anellidi: un anello nervoso periesofageo dal quale si diparte un cordone nervoso ventrale che si estende per tutta la lunghezza del corpo. Il cordone è munito di 11 gangli, ognuno corrispondente a ciascun zonite.
La circolazione delle sostanze nutritive e gas respiratori è affidata al liquido pseudocelomatico, che offre anche un sostegno
idrostatico all'organismo.
L'escrezione dei prodotti di rifiuto cellulare (cataboliti) e l'osmoregolazione avviene tramite un apparato protonefridiale.

## Riproduzione e sviluppo
Non si conosce molto su questo argormento ma è certo che i Chinorinchi siano dioici. I maschi rilasciano delle spermatofore, dei " pacchetti" proteici nei quali sono conservati gli spermatozoi, che si attaccano alla cuticola della femmina. In seguito alla rottura di queste, gli spermatozoi migrano nell'utero della femmina per fecondare le uova. Dallo zigote si sviluppa una larva che si muove liberamente e subisce alcune mute cuticulari prima di raggiungere lo stadio adulto.

## Sistematica
In passato i Chinorinchi venivano considerati una classe del phylum Cephalorhyncha, il quale includeva anche i Loriciferi ed i Priapulidi, considerati ancor oggi strettamente vicini da un punto di vista filogenetico.
Il phylum viene generalmente suddiviso in due ordini e comprende, in tutto, 8 famiglie:
Ordine Cyclorhagida
- Sottordine Cyclorhagae
  - Famiglia Echinoderidae
  - Famiglia Zelinkaderidae
  - Famiglia Centroderidae
  - Famiglia Dracoderidae
- Sottordine Conchorhagae
  - Famiglia Semnoderidae
- Suborder Cryptorhagae
  - Famiglia Cateriidae

Ordine Homalorhagida
- Sottordine Homalorhagae
  - Famiglia Pycnophyidae
  - Famiglia Neocentrophyidae